# 线叶拉拉藤
线叶拉拉藤（学名：Galium linearifolium）为茜草科拉拉藤属下的一个种。

## 扩展阅读
- 維基物種上的相關：线叶拉拉藤